# Saroxenus actinolophus
Saroxenus actinolophus är en mångfotingart som först beskrevs av Lignau 1924.  Saroxenus actinolophus ingår i släktet Saroxenus och familjen penseldubbelfotingar. Inga underarter finns listade i Catalogue of Life.